# Pałac w Błociszewie
Pałac w Błociszewie to XIX-wieczny pałac znajdujący się we wsi Błociszewo, w województwie wielkopolskim.

## Historia
Pałac eklektyczny, nawiązujący do rokoka zbudował Kazimierz Skórzewski dla Florentyny z Chłapowskich Kęszyckiej w 1893 roku. Budynek jest parterowy, kryty mansardowym dachem, pod którym znajduje się piętro. Środkowa część piętrowa, poprzedzona gankiem nad głównym wejściem o czterech kolumnach. Bogata neorokokowa dekoracja na elewacji. Elewacja ogrodowa zniekształcona powojenną zabudową.
Symetryczny układ pomieszczeń z głównym wejściem na osi, centralnie usytuowanym hallem i położonym za nim salonem. Całość otoczona parkiem krajobrazowym.  W XV wieku majątek należał do Błociszewskich, a w latach 1793 do 1939 do Kęszyckich.